# Boronia muelleri
Boronia muelleri är en vinruteväxtart som först beskrevs av George Bentham, och fick sitt nu gällande namn av Edwin Cheel. Boronia muelleri ingår i släktet Boronia och familjen vinruteväxter. Inga underarter finns listade i Catalogue of Life.